# Łódź Władysław Reymont repülőtér
A Łódź Władysław Reymont repülőtér (IATA: LCJ, ICAO: EPLL) Lengyelország egyik nemzetközi repülőtere, amely Łódź közelében található. Éves utasforgalma 217 426 fő (2018).

## Légitársaságok és úticélok
| Légitársaság | Célállomások                                |
| ------------ | ------------------------------------------- |
| Enter Air    | Szezonális charter: Antalya, Burgas, Rhodes |
| Onur Air     | Szezonális charter: Antalya                 |
| Ryanair      | Dublin, East Midlands, London–Stansted      |

## Futópályák
A repülőtér futópályái:
- 07/25 (2500 m, 45 m, aszfalt)

## Forgalom
Az utasforgalom az elmúlt években az alábbi módon változott:
| Utasok száma |      |      | 2534 | 1936 | 18 063 | 312 197 | 463 459 | 287 620 | 217 426 | 356 878 |
|              | 1993 | 1996 | 1999 | 2002 | 2005   | 2009    | 2012    | 2015    | 2018    | 2023    |